# وجبة سريعة

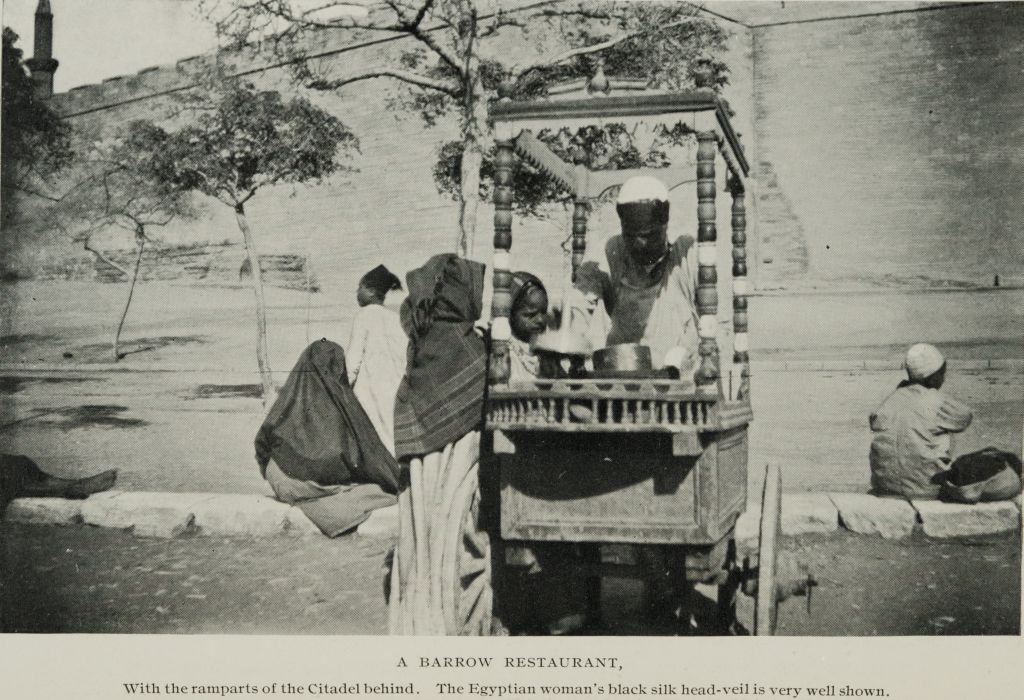
عربة تقدم الوجبات السريعة في مصر سنة 1911م

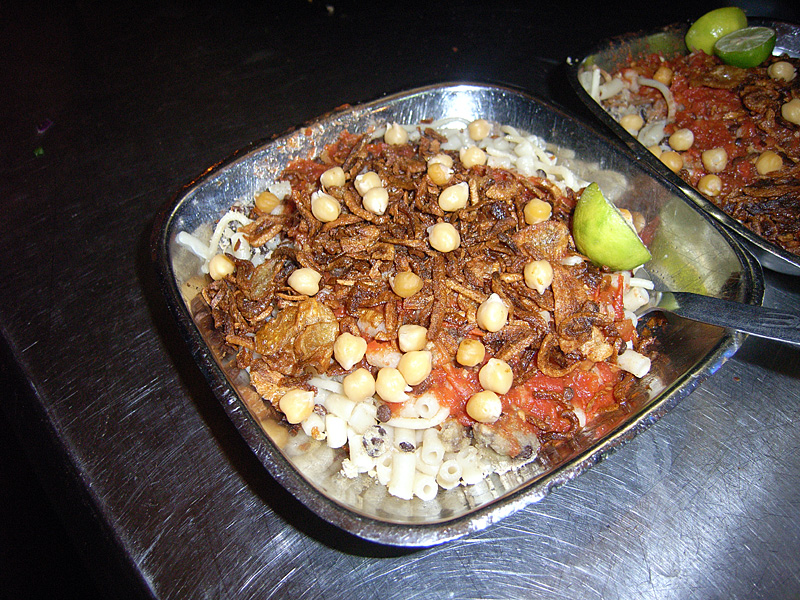
صحن كشري مصري

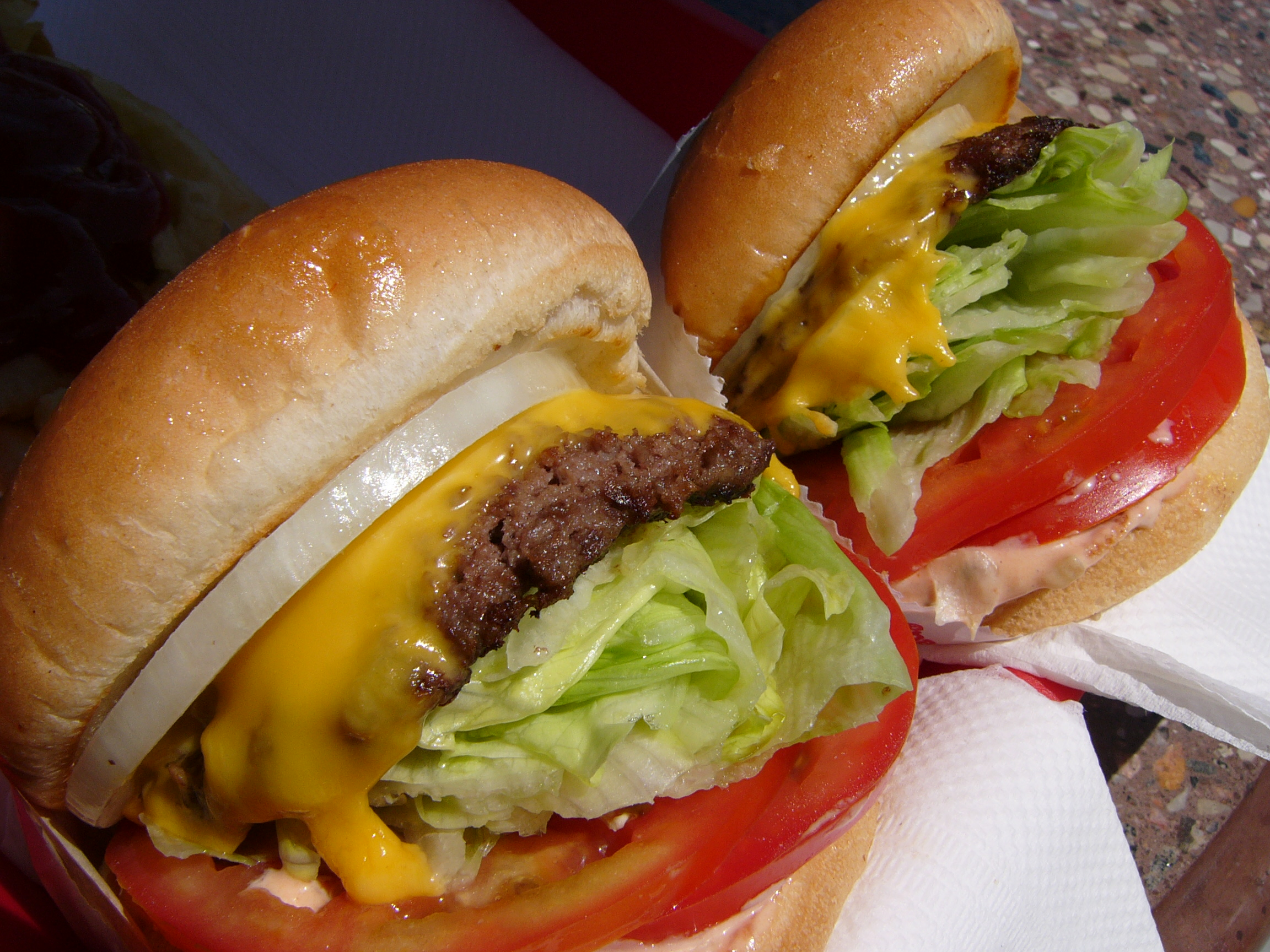
شطيرتي هامبرغر أمريكية

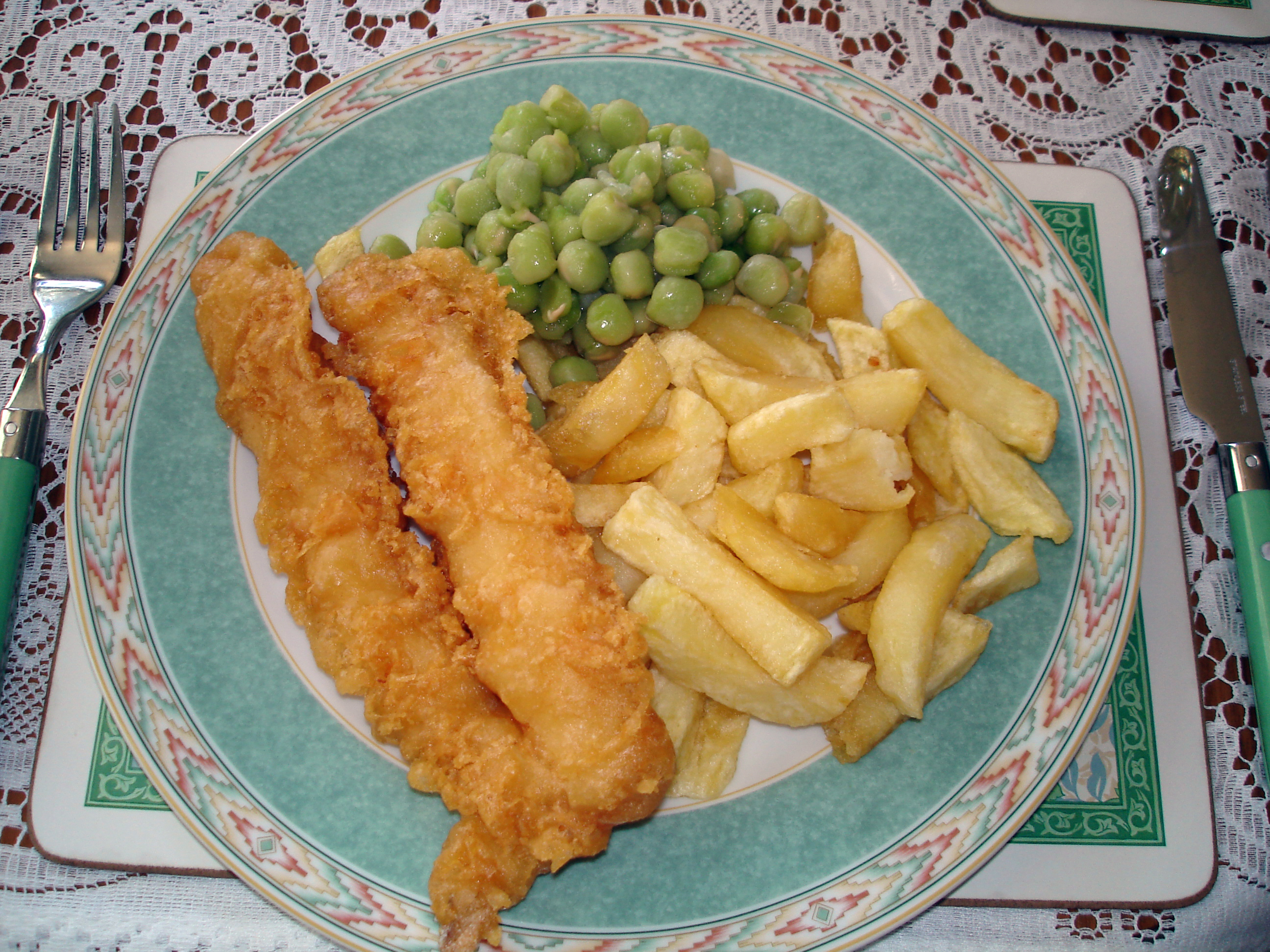
سمك وبطاطس إنجليزية

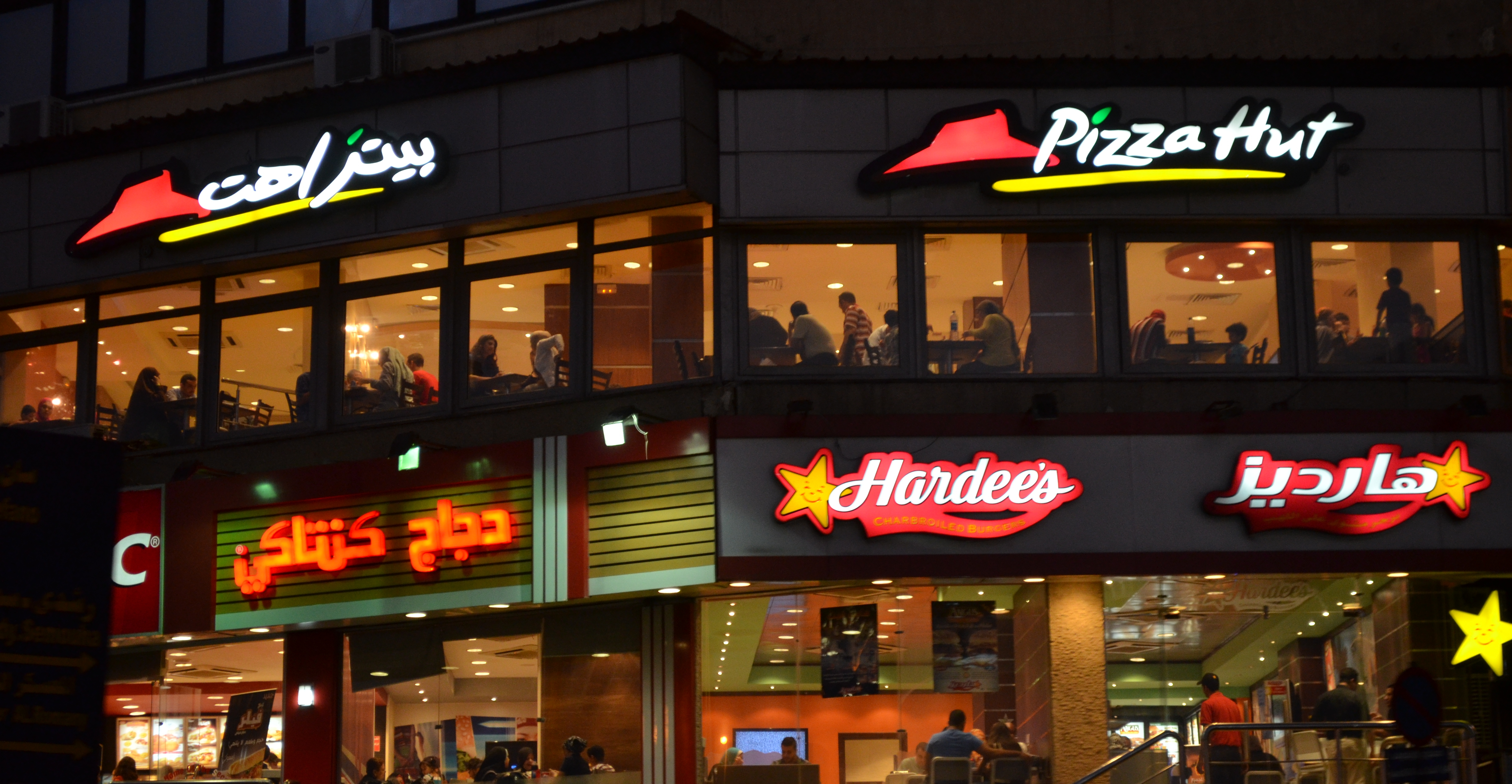
مطاعم وجبات سريعة في مصر (بيتزا هت، هارديز، كنتاكي)

الوجبات السريعة (Fast food) ويقال مجازا الأكل الجاهز هو مصطلح يطلق على الوجبات التي من الممكن أن تحضر وتقدم بسرعة فائقة. بينما يطلق على أي وجبة يتم تحضيرها بسرعة أنها وجبة سريعة، لكن بشكل دقيق يعود المصطلح على الأكل الذي يباع في المطاعم أو المتاجر بالإضافة إلى جودة منخفضة في التحضير مع تقديمها للزبائن على شكل مغلف أو مغلق لإمكانية أخذها خارجاً.

## تاريخ الوجبات السريعة
على الرغم من أن مطاعم الوجبات السريعة تقدم على أنها تمثيل للحضارة المتقدمة، إلا أن مفهوم الوجبات الجاهزة يُعد مفهوماً قديماً بقدم المدن نفسها. ويوجد هناك تنوع فريد في حضارات تاريخية متعددة. فقد كانت عند الرومان منصات أو أكشاك تقدم الخبز والزيتون. ومن عادات شرق آسيا برزت شوربة النودلز، الخبز المفرود والفلافل في الشرق الأوسط.

### المملكة المتحدة
وجدت الوجبات السريعة في المملكة المتحدة منذ العهد الروماني.الشكل البريطاني الأول للوجبات السريعة هو الساندويتش، حيث قام جون مونتاغو عام 1762 بلف لحم مجفف في الخبز لكي لا يقاطع أو يؤخر عمله.
بالإضافة إلى أن المملكة المتحدة أضافت أو تبنت وجبات سريعة من العديد من الحضارات، كالبيتزا (إيطاليا)، النودلز (الصين)،الكباب أخذ من المدافعين الأتراك خلال الحملات الصليبية.

### اليابان
بالإضافة إلى الوجبات السريعة الغربية المنتشرة في أرجاء اليابان كافة، فإن طبق السوشي يعتبر من الوجبات السريعة التقليدية اليابانية (بالإضافة إلى أنه من الأطباق التقليدية)، كما أن علب الطعام (بنتو) التي تباع في الكثير من محالّ البقالة ومراكز التسوق تحتوي على رز وقطع من اللحم والمقبلات والتي تكون جاهزة للأكل فوراً.

### الولايات المتحدة
في عام 1867، افتتح الجزار الألماني، تشارلز فيلت مان، أول كشك لبيع النقانق في نيويورك

## نتائج سلبية
على الرغم من أن بعض المطاعم والمحال بدأت تدخل بعض التعديلات على أطعمتها مثل استخدام زيوت والخضار في التحمير، استخدام توابل السلطة الأقل في سعراتها الحرارية، لحوم منزوعة الدهون، خيارات من المشويات، وميلك شيك قليل الدسم، لكنها أفرزت نتائج سلبية تتضمن مشاهد متعددة من الأضرار، منها على سبيل المثال:
- صحيًا: تعرف الوجبة السريعة بأنها الوجبة التي تحتوي على أطعمة سريعة التحضير، مثل: شطائر الشاورما والبرجر والفلافل والفطائر والبيتزا، وقطع الدجاج المقلية، مع مشروب غازي أو كأس من العصير، وشرائح البطاطس المقلية. وأهم ما يعيب الوجبات السريعة أنها لا تحتوي على الفاكهة والسلطات وتحتوي على كميات كبيرة من الدهون ومنكهات الطعم.
- وقد تتسبب الدهون في المأكولات السريعة كالبرجر وشطائر النقانق والبيتزا إلى تصلب الشرايين وبالتالي التسبب بنوبة قلبية أو سكتة دماغية خلال فترة قصيرة من تناولها.[4]